# 水豊線
水豊線（スプンせん）は、朝鮮民主主義人民共和国平安北道朔州郡にある富豊駅から水豊駅までを結ぶ鉄道路線である。

## 路線データ
- 路線距離：富豊～水豊間2.5km
- 駅数：2（両端駅を含む）
- 軌間：1435mm
- 電化区間：全線（直流3000V）
- 複線区間：なし

## 概要
日本統治時代に建設された平北鉄道を原型としている。

## 駅一覧
- 駅所在地は全線平安北道朔州郡内。

| 駅名   | 駅名   | 駅名    | 駅間キロ (km) | 累計キロ (km) | 接続路線                       |
| 日本語 | 朝鮮語 | 英語    | 駅間キロ (km) | 累計キロ (km) | 接続路線                       |
| ------ | ------ | ------- | ------------- | ------------- | ------------------------------ |
| 富豊駅 | 부풍역 | Pup'ung | 0.0           | 0.0           | 北朝鮮鉄道省：平北線・鴨緑江線 |
| 水豊駅 | 수풍역 | Sup'ung | 2.5           | 2.5           |                                |

## 参考資料
- 国分隼人（2007年）. 『将軍様の鉄道 北朝鮮鉄道事情』, 新潮社. ISBN 9784103037316